# Bytówka
Bytówka (kaszb. Bëtówkò) – część wsi Tuszkowy w Polsce. położona w województwie pomorskim, w powiecie kościerskim, w gminie Lipusz. Wchodzi w skład sołectwa Tuszkowy.
W latach 1975–1998 Bytówka administracyjnie należała do województwa gdańskiego.